# Elena Gerhardt
Elena Gerhardt, född 11 november 1883 i Leipzig, död 11 januari 1961 i London, var en tysk sångerska. 
Elena Gerhardt studerade vid Leipzigs konservatorium, debuterade där 1903, 1906 i Storbritannien och 1912 i Förenta staterna, där hon konserterade med sin lärare Arthur Nikisch. Hon var tack vare sin vackra mezzosopran, sin fulländade sångteknik och sitt på samma gång naturliga och uttrycksfulla föredrag en av sin tids främsta romanssångerskor. Elena Gerhardt var även sångpedagog.